# Michaela Blahová
Michaela Blahová (* 19. června 1969 Zlín) je česká politička, od roku 2016 zastupitelka Zlínského kraje (v letech 2016 až 2020 také radní kraje), od roku 2018 zastupitelka města Zlína, členka KDU-ČSL.

## Život
Pracovat začala v JZD Slušovice na konci 80. let 20. století. Později se v pracovní oblasti věnovala rodinám, zejména dětem a seniorům. Pracovala například jako pastorační asistentka olomouckého arcibiskupství, na starosti měla organizaci projektů pro rodiny s dětmi. V centru Domovinka pak vedla denní služby pro seniory.
Michaela Blahová je vdaná a má čtyři děti, žije ve Zlíně v části Velíková. Mezi její záliby patří cyklistika, lyžování nebo čtení knih.

## Politická kariéra
V komunálních volbách v roce 2010 kandidovala jako nestraník za KDU-ČSL do Zastupitelstva města Zlína, ale neuspěla. Zvolena nebyla ani ve volbách v roce 2014, když už byla členkou KDU-ČSL (kandidovala za subjekt "KDU-ČSL a Zlín 21 - Společně pro Zlín"). Zastupitelkou města se tak stala až po volbách v roce 2018. Ve volbách v roce 2022 mandát zastupitelky města obhájila, a to jako členka KDU-ČSL na kandidátce s názvem „KDU-ČSL s podporou TOP 09 a nezávislých kandidátů“.
V krajských volbách v roce 2016 byla zvolena za KDU-ČSL zastupitelkou Zlínského kraje. Na začátku listopadu 2016 se navíc stala radní kraje pro sociální záležitosti, neziskový sektor a rodinnou politiku. V krajských volbách v roce 2020 post krajské zastupitelky za KDU-ČSL obhájila. Nicméně skončila v pozici radní kraje.
V doplňovacích volbách do Senátu PČR v květnu 2018 kandidovala za KDU-ČSL v obvodu č. 78 – Zlín. Se ziskem 24,18 % hlasů postoupila z prvního místa do druhého kola, v němž se utkala s nestraníkem za hnutí SENÁTOR 21 Tomášem Goláněm. Ve druhém kole však získala jen 46,21 % hlasů a senátorkou se tak nestala.
Ve volbách do Senátu PČR v roce 2020 opět kandidovala za KDU-ČSL v obvodu č. 78 – Zlín. Se ziskem 12,64 % hlasů skončila na 4. místě a do druhého kola nepostoupila.
V krajských volbách v září 2024 obhajovala mandát zastupitelky Zlínského kraje z pozice členky KDU-ČSL na kandidátce uskupení „K21 ZLÍNSKÝ KRAJ 21. STOLETÍ“ (tj. KDU-ČSL a hnutí Z21). Mandát se jí podařilo obhájit.